# Polyrhachis hookeri
Polyrhachis hookeri är en myrart som beskrevs av Lowne 1865. Polyrhachis hookeri ingår i släktet Polyrhachis och familjen myror. Inga underarter finns listade i Catalogue of Life.